# Carrícola
Carrícola é um município da Espanha na província de Valência, Comunidade Valenciana. Tem 4,6 km² de área e em 2021 tinha 102 habitantes (densidade: 22,2 hab./km²).

## Demografia
| Variação demográfica do município entre 1991 e 2004 | Variação demográfica do município entre 1991 e 2004 | Variação demográfica do município entre 1991 e 2004 | Variação demográfica do município entre 1991 e 2004 |
| --------------------------------------------------- | --------------------------------------------------- | --------------------------------------------------- | --------------------------------------------------- |
| 1991                                                | 1996                                                | 2001                                                | 2004                                                |
| 67                                                  | 77                                                  | 83                                                  | 79                                                  |